# Xavi Ginard Torres
Xavier Ginard Torres (Artá, Baleares, 11 de octubre de 1986) es un jugador de fútbol español, que ocupa la posición de portero. Actualmente juega en el C. D. Atlético Baleares.

## Biografía
Se formó en la cantera del F. C. Barcelona, en la Masía. Estuvo tres años consecutivos, desde el 2002 al 2005 con el equipo juvenil. Junto a él tuvo compañeros como Lionel Messi, Gerard Piqué, Cesc Fàbregas. En la temporada 2003-04, el 16 de noviembre de 2003, el entrenador del primer equipo, Frank Rijkaard convocó a Xavi junto a Messi, Jordi Gómez y Oriol Riera; para debutar en el primer equipo, ante el F. C. Porto dirigido por Jose Mourinho, en un partido inaugural del estádio do Dragão.
En el 2005, volvió a las islas y jugó con equipos de tercera, como el C. D. Felanich, C. D. Manacor, C. D. Binisalem. Al acabar la temporada con el Binisalem, la siguiente temporada militó en la plantilla del C. E. Sabadell de segunda división B. Volvió a Mallorca y jugó con C. D. Campos de tercera división. De aquí le ficharon en el Atlético Baleares de Segunda División B, jugó durante tres temporadas 56 partidos, jugando también el play-off de ascenso a segunda división A, contra el C. D. Mirandés. La última temporada 2013-14, Xavi recibió el trofeo Zamora del grupo III de segunda división B. La temporada 2014-15 jugó en el Veria F. C. en la Super League Greece jugando 5 partidos de liga y 5 de copa.
Actualmente se encuentra en las filas del Aris F. C., en la Gamma Ethniki de Grecia. El Aris ha acabado la liga 2015-16 en primera posición, ascendiendo directamente a la segunda división de Grecia Beta Ethniki

## Clubes
| Club                             | País   | Categoría | Año       |
| -------------------------------- | ------ | --------- | --------- |
| F. C. Barcelona                  | España | Juvenil   | 2002-2005 |
| C. D. Felanich                   | España | 3ª        | 2005-2006 |
| C. D. Manacor                    | España | 3ª        | 2006-2007 |
| C. D. Binisalem                  | España | 3ª        | 2007-2009 |
| C. E. Sabadell                   | España | 2ªB       | 2009-2010 |
| C. D. Campos                     | España | 3ª        | 2010-2011 |
| Atlético Baleares                | España | 2ªB       | 2011-2014 |
| Veria F. C.                      | Grecia | 1ª        | 2014-2015 |
| Aris F. C.                       | Grecia | 1ª        | 2015-2016 |
| Unió Esportiva Olot              | España | 3ª y 2ªB  | 2016-2019 |
| Club Deportivo Atlético Baleares | España | 2ªB       | 2019-     |

## Estadísticas
| Club              | Temporada | Liga               | Liga  | Liga  | Copa  | Copa  | Play-offs | Play-offs | Total | Total |
| Club              | Temporada | División           | Part. | Goals | Part. | Goals | Part.     | Goals     | Part. | Goals |
| ----------------- | --------- | ------------------ | ----- | ----- | ----- | ----- | --------- | --------- | ----- | ----- |
| Sabadell          | 2009–10   | Segunda División B | 3     | 0     | 0     | 0     | —         | —         | 3     | 0     |
| Atlético Baleares | 2011–12   | Segunda División B | 13    | 0     | 0     | 0     | 4         | 0         | 17    | 0     |
| Atlético Baleares | 2012–13   | Segunda División B | 6     | 0     | 1     | 0     | —         | —         | 7     | 0     |
| Atlético Baleares | 2013–14   | Segunda División B | 30    | 0     | 0     | 0     | —         | —         | 30    | 0     |
| Atlético Baleares | Total     | Total              | 49    | 0     | 1     | 0     | 4         | 0         | 54    | 0     |
| Veria             | 2014–15   | Superleague Greece | 5     | 0     | 5     | 0     | —         | —         | 10    | 0     |
| Aris              | 2015-16   | Gama Ethniki       | 15    | 0     | 0     | 0     | -         | -         | 15    | 0     |
| Total             | Total     | Total              | 57    | 0     | 6     | 0     | 4         | 0         | 67    | 0     |

## Partidos

### Atlético Baleares 2011/12
30/10/11   Atlético Baleares  1 - 0  CD Olimpic 
19/03/12   Lleida Esportiu     0 - 0  Atlético Baleares 
25/03/12   Atlético Baleares  3 - 1  Mallorca B 

#### Atlético Baleares (Play-off)
2011/12   Mirandés 1 - 0 Atlético Baleares  
2011/12   Atlético Baleares  1 - 2 Mirandés  

### Veria F.C  2014/15
15/02/15            Levadiakos    0 - 2   Veria    
21/02/15            Veria              1 - 3   PAOK        
07/03/15            Veria              0 - 1   Ergotelis           
15/03/15            Kalloni           4 - 1    Veria      
18/03/15            Panionios      4 - 2    Veria          
22/03/15            Veria             1 - 0    Panathinaikos   
04/04/15            Platanias       1 - 0   Veria  
20/04/15            Veria              4 - 0   Asteras Tripolis                                                         
03/05/15            Veria              0 - 1   Panthrakikos
10/05/15            Panaitoliko     2 - 0   Veria  

### Aris F.C   2015/16
08.5. 2016   Aris Thessaloniki FC  2:1  Doxa Dramas
17.4. 2016   Aris Thessaloniki FC  2:0  Byzantio Kokkinokhoma
03.4. 2016   Aris Thessaloniki FC  3:2  Eordaikos
20.3. 2016   Aris Thessaloniki FC  3:0  Ethnikos Gazoros F.C.
24.1. 2016   Aris Thessaloniki FC  3:0  Kavala 
17.1. 2016   Apollon Krya Vrysi        1:2   Aris Thessaloniki FC
06.12. 2015  Byzantio Kokkinokhoma  0:1  Aris Thessaloniki FC
25.11. 2015  Eordaikos   1:2   Aris Thessaloniki FC
15.11. 2015   Ethnikos Gazoros F.C.  2:3  Aris Thessaloniki FC
08.11. 2015  Kozani FC   0:1   Aris Thessaloniki FC
04.11. 2015  Aris Thessaloniki FC   3:1   Apollon Kalamaria 
01.11. 2015  Nestos Chrisoupolis    1:1   Aris Thessaloniki FC 
24.10. 2015  Aris Thessaloniki FC    2:0   Langadas 
18.10. 2015  Ethnikos Agioneri    1:2   Aris Thessaloniki FC
14.10. 2015  Aris Thessaloniki FC    3:0    Iraklis Ampelokipoi 
11.10. 2015  Kavala  1:2   Aris Thessaloniki FC
03.10. 2015  Aris Thessaloniki FC    2:0    Apollon Krya Vrysi